# Liparis burkei
Espèce
Liparis burkei est une espèce de poisson de la famille des Liparidae ("limaces de mer").